# Терминална седација
Терминална седација (ТС) или палијативна седација (ПС) је медицинска процедура за коју концептуално још увек не постоји једнствени став, јер је пуна контроверзи, а заснива се на давање седатива терминално болесним пацијентима. И поред тога ова метода постаје све примењивија медицинска опција у палијативној нези болесника на крају њиховог живота.
У суштини, терминална седација укључује давање лекова са јаким умирујућим и седативним ефектом особи која је на самрти. Пошто у принципу постоји могућност убрзања смрти пацијента кроз меру овог типа интервенције, граница између терминалне седације и еутаназије је уска и контроверзна. Из тог разлога, многи лекари радије користе концепт палијативне седација,  а нека медицинских удружења, терминалну седацију  сматрају подгрупом или посебном врстом палијативне седације која се примењује у фази умирања.

## Терминологија
Како се појам терминална седација примењује код непоправљивих невоља пацијената у завршној фази њиховог живота, она изазва  и задаје значајне медицинске и етичке бриге стручњацима за медицинско право. Да би се донекле нашао компромис двосмислен термин „терминална седација (ТС)“  најчешће се користе, други термини који јасније одражавају различите тачке гледишта: 
- седација за неизлечиву невољу код непосредно умирућег:[5]

- седација на крају живота,[2]
- спора еутаназија,[6]
- палијативна седација,[3]
- тотална седација,[7]
- седација у завршној фази,
- палијативна седација.[8]

### Разлика између еутанације палијативне и терминалне седације
У еутаназији је намера да се убије пацијент, и заснива се на давању смртоносног лека чијим дејством се постиже тренутна смрт. 
У палијативном збрињавању блага седација се може користити у терапији, стим да она у овој ситуацији не утиче негативно  на ниво свести пацијента или способност комуникације.
У терминалној седацији употреба јаких седатива (који доводи до несвести) и која се примењује   понекад може бити неопходна да би се постигли жењени терапијски циљеви, са намером да се олакша  иначе тешки и рефракторног дистрес код умирућег болесника.

## Терминална седација у палијативној медицини
Стручњаци специјализовани за палијативну медицину схватају концепт терминалне седације као давање лекова који смањују ниво свести умирућег пацијента, или га чак потпуно деактивирају, са циљем да ублаже његове најтеже симптоме, као што су бол, тескоба или страх, у последњој фази пацијентовог живота.
Седација се може класификовати на:
- благу до дубоку,
- интермитентну до континуирану,
- примарну до секундарну,
- изненадну до спору

Дакле, ова врста седација—која би, за разлику од еутаназије, требало да недвосмислено служи животу, а не смрти—у начерлу требало би да осигура болеснику да преостало време до смрти проживи на прихватљивији и подношљивији начин. 
Према овој дефиницији, контрола симптома би била једини циљ терминалне седације. С тим у вези, берлински анестезиолог и лекар, Ханс-Кристоф Милер-Буш, специјалиста за палијативну медицину, објавио је (2004) у Часопис за палијативну медицину студију које је имала за циљ да покаже да пацијенти под терминалном седацијом не би требало да умру брже од оних који не примају ове лекове са јаким умирујућим и аналгетским дејством. Истраживач наводи да је, на пример, две трећине његових пацијената под терминалном седацијом у последњим сатима живота могло да унесе течност, а да је 13% чак могло да конзумира чврсту храну.
У палијативној медицини, терминална седација се сматра очигледном и природном компонентом контроле симптома; поступак који, према садашњим стандардима, не би довео до скраћивања живота и због тога је неправедно позиционирана као пракса која се граничи са еутаназијом или мерама усмереним на илегално убијање пацијената.
Међународна група стручњака развила је и објавила смернице за индикације и поступак палијативне седације. У коначном извештају који су припремили, разматрају се најкритичнији аспекти овог концепта: 
- Да ли се терминална седација заиста користи само као последња могућност за ублажавање симптома?

- Да ли је легално да се користи и у случају психосоцијалног оптерећења („виталне патње“)?

- Да ли је дозвољена примена тек на крају живота или се може користити и раније, током тешких болести?

Као што показује истраживање Милера и Буш, са повећањем ове праксе, повећао се и удео терминалне седација због психосоцијалних узрока.  
Са своје стране, Шпанско друштво за палијативно збрињавање је развило неке смернице, дефиниције и етичка разматрања, са циљем да се јасно разликују концепти палијативне седације и терминалне седације, дефинишући их одвојено.  У сарадњи са  Organización Médica Colegial, развијен је прецизан водич који има за циљ да регулише процедуру коју треба пратити у овој врсти седације.  
Шпанско удружење за рак је такође покушало да дефинише концептуална ограничења, дефинишући терминалну седацију као ону посебну врсту палијативне седације која се јавља у агонији. Удружење ставља акценат на тачну идентификацију тренутка када се са сигурношћу може констатовати да је агонизирајућа фаза већ почела и на коришћење стандардизоване процедуре, од стране стручњака посебно квалификованих за примену ове врсте мера. 4
Ситуација у Уједињеном Краљевству није имуна на контроверзе у вези са терминалном седацијом, и тамо су такође предузета научна истраживања како би се проблем објективизирао. Према студији спроведеној 2009. године, 16,5% смртних случајева који су се догодили у Уједињеном Краљевству између 2007. и 2008. догодили су се под дејством континуиране дубоке седације.  С друге стране, истраживање спроведено 2009. године међу скоро 4.000 пацијената у Уједињеном Краљевству чија је нега обављена у складу са прописима „Care Pathway de Liverpool за умируће пацијенте“, показало је да је од 31% болесника који су примали мале дозе лекова за контролу анксиозности, узнемирености или немира, само 4% је захтевало веће дозе.  

## Индикације
У терминалној седацији намера је да се ублажи неподношљива патња, и на томе се заснивају индикације за употребу седативног лека за контролу симптома, са крајњим циљњм ублажавање тегобе. 
Индикација за терминалну седацију, као последњег средство за ублажавање симптоме који се не могу ублажити другим мерама у разумном року; или су доступне само мере које изазивају нежељене ефекте стреса, могу се сврстати:
- психомоторна  агитација (узбуђени делиријум )
- кратак дах
- болови
- страх, стрес
- акутно крварење
- мучнина и повраћање.

Палијативна седација услед неподношљиве егзистенцијалне патње није искључена према препорукама за примену седативних лекова у специјализованом палијативном збрињавању, јер треба гарантовати симптоматски оријентисану бригу о пацијенту. Међутим, да би се разликовала од забрањених пракси еутаназије или нерегулисаног асистираног самоубиства, њена употреба је ограничена и подлеже строгим индикацијама.  
Поред тога, дубока континуирана седација не би требало да се јавља све до смрти односно „без привремене седације која се претходно не примењује“. 

## Процедура
Терминална седација се обично изводи употребом неког од бензодиазепина, углавном мидазолама  у комбинацији са морфијумом или неким другим сличним аналгетиком који је јако ефикасан. Ови лекови се обично примењују интравенозно или субкутано .
Седација се може спроводити континуирано или повремено и има за циљ дубок седативни ефекат (са губитком свести) или равномерну површну седацију (са очувањем свести). 
Током ове процедуре нису прописане прецизне смернице или јединствена пракса за управљање храњењем течностима и нутритивним растворима током терминалне седације.

## Супротстављени ставови
Како седација у терминалној или завршној фази живота игра све већу улогу у управљању тешком физичком и психичком невољом. Етичку забринутост изазивају захтеви и потребе пацијената с једне стране, и саморазумевање лекара с друге стране. Стога су потребни етички прихватљиви критеријуми и смернице за доношење одлука са посебним освртом на природу рефракторних и неподношљивих симптома, информисани пристанак пацијената и личне потребе, циљеве и циљеве медицинске седације у нези на крају живота.

## }} Спољашње везе
|  | Молимо Вас, обратите пажњу на важно упозорење у вези са темама из области медицине (здравља). |